# Чорниводська сільська рада
Чорни́водська сільська́ ра́да — адміністративно-територіальна одиниця та орган місцевого самоврядування в Городоцькому районі Хмельницької області. Адміністративний центр — село Чорниводи.

## Загальні відомості
Чорниводська сільська рада утворена в 1922 році.
- Територія ради: 39,192 км²
- Населення ради: 2 911 особа (станом на 2001 рік)
- Територією ради протікає річка Чорнивідка

## Населені пункти
Сільській раді підпорядковані населені пункти:
- с. Чорниводи
- с. Мудриголови
- с. Папірня

## Склад ради
Рада складається з 18 депутатів та голови.
- Голова ради: Пшонко Віктор Йосипович
- Секретар ради: Плавуцька Людмила Олександрівна

### Керівний склад попередніх скликань
| Прізвище, ім'я, по батькові | Основні відомості                                                               | Дата обрання | Дата звільнення |
| --------------------------- | ------------------------------------------------------------------------------- | ------------ | --------------- |
| Кушнір Павло Васильович     | Сільський голова, 1953 року народження, безпартійний                            | 26.03.2006   | 22.01.2007      |
| Пшонко Віктор Йосипович     | Сільський голова, 1965 року народження, освіта середня спеціальна, безпартійний | 17.06.2007   | 31.10.2010      |
| Пшонко Віктор Йосипович     | Сільський голова, 1965 року народження, освіта середня спеціальна, безпартійний | 31.10.2010   |                 |

Примітка: таблиця складена за даними сайту Верховної Ради України

### Депутати
За результатами місцевих виборів 2010 року депутатами ради стали:

#### За суб'єктами висування
| Суб'єкт висування | Кількість обраних депутатів | %    |
| ----------------- | --------------------------- | ---- |
| Самовисування     | 13                          | 72,2 |
| Партія регіонів   | 5                           | 27,8 |

#### За округами
| № округу        | Прізвище, ім'я, по батькові       | Дата визнання обраним | Освіта             | Партійна приналежність | Відомості про обраного депутата                       |
| --------------- | --------------------------------- | --------------------- | ------------------ | ---------------------- | ----------------------------------------------------- |
| Партія регіонів |                                   |                       |                    |                        |                                                       |
| 2               | Гусар Оксана Анатоліївна          | 05.11.2010            | середня            | позапартійна           | ДНЗС с. Чорниводи, кухар                              |
| 3               | Перхайло Віталій Йосипович        | 05.11.2010            | незакінчена вища   | позапартійний          | Чорниводська загальноосвітня школа, директор          |
| 12              | Панасюк Валентина Павлівна        | 05.11.2010            | середня спеціальна | позапартійна           | фельдшерсько-акушерський пункт с. Чорниводи, фельдшер |
| 14              | Щур Віктор Вікторович             | 05.11.2010            | середня спеціальна | позапартійний          | тимчасово не працює                                   |
| 15              | Статкевич Тамара Володимирівна    | 05.11.2010            | середня спеціальна | позапартійна           | ДНЗ с. Мудриголови, завідувачка ДНЗ                   |
| Самовисування   |                                   |                       |                    |                        |                                                       |
| 1               | Варшавський Петро Петрович        | 05.11.2010            | середня спеціальна | позапартійний          | тимчасово не працює                                   |
| 4               | Блажкун Олена Анатоліївна         | 05.11.2010            | вища               | позапартійна           | СБК с. Чорниводи, художній керівник                   |
| 5               | Плавуцька Людмила Олександрівна   | 05.11.2010            | незакінчена вища   | позапартійна           | Чорниводська сільська рада, спеціаліст                |
| 6               | Горохівський Андрій Васильович    | 05.11.2010            | вища               | позапартійний          | Православна церква с. Чорниводи, священник            |
| 7               | Іванов Сергій Миколайович         | 05.11.2010            | середня спеціальна | позапартійний          | приватний підприємець                                 |
| 8               | Водяна Лариса Антонівна           | 05.11.2010            | середня спеціальна | позапартійна           | Чорниводська сільська рада, головний бухгалтер        |
| 9               | Шеремета Ганна Антонівна          | 05.11.2010            | середня спеціальна | позапартійна           | ДНЗ с. Чорниводи, завідувачка ДНЗ                     |
| 10              | Бас Віктор Олександрович          | 05.11.2010            | середня спеціальна | позапартійний          | ТОВ Поділля-Агросервіс, охоронець                     |
| 11              | Гринчук Олександр Васильович      | 05.11.2010            | середня спеціальна | позапартійний          | Городоцький райавтодор, головний інженер              |
| 13              | Хащевич Олександр Віталійович     | 05.11.2010            | вища               | позапартійний          | Городок РЕМ, контролер                                |
| 16              | Заворотний Павло Павлович         | 05.11.2010            | середня            | позапартійний          | приватне підприємство, фермер                         |
| 17              | Свінтіцький Олександр Миколайович | 05.11.2010            | середня            | позапартійний          | тимчасово не працює                                   |
| 18              | Волянська Валентина Миколаївна    | 05.11.2010            | середня            | позапартійна           | ПП Перлина, різноробоча                               |